# M/S Graip
M/S Graip var en passagerarfärja som ägdes av Gotlandslinjen, som var ett dotterbolag till rederiet Nordström & Thulin AB. Fartyget byggdes 1977 i Sydkorea, mellan 1977 och 1986 var fartyget utchartrad i England, Italien och Grekland och såldes sen till Bahamas. Fartyget ankom Hamburg i september 1987 för att byggas om. I december samma år ankom fartyget Visby för att sätta in i trafik mellan Gotland och fastlandet. När Destination Gotland tog över färjetrafiken 1998 såldes fartyget till Kina. 2006 byggdes fartyget om till RoRo fartyg i Shanghai och såldes till Bulgarien samma år. 2007 sattes fartyget in mellan Lübeck och St Petersburg. Fartyget fick nyttjandeförbud av spanska myndigheter 2008 och lades upp i Varna i Bulgarien. två år senare ankom fartyget till Aliağa i Turkiet där fartyget höggs upp. Idag seglar M/S Graip vidare digitalt genom en Facebookgrupp som samlar över 200 Graipvänner.   